# Porto Santa Margherita
Porto Santa Margherita è una località del comune di Caorle, nella città metropolitana di Venezia in Italia. Si affaccia sul mare Adriatico, presso la riva destra del fiume Livenza.

## Storia
Le prime notizie della presenza di un porto sul mare antistante l'isola di Caorle, allo sbocco del fiume Livenza, risalgono al periodo d'oro della città, tra il V e il XIII secolo. Il porto, tuttavia, era in antichità noto con il nome di Porto delle donzelle sin dal IX-X secolo, come riporta Jacopo Filiasi: 
(Jacopo Filiasi, Memorie Storiche De' Veneti Primi e Secondi, 1811, Seminario di Padova)
Recenti ricerche storiche, partite da ritrovamenti archeologici sulla spiaggia della località, spostano però indietro nel tempo le origini del luogo. Esse lasciano infatti dedurre che presso la zona delle piscine e del piazzale "al Portesin" (in Veneto "al piccolo porto") sfociasse la foce arcaica del fiume Livenza, ovvero vi fosse l'accesso al Porto Liquentia citato da Plinio il Vecchio nel 77d.C., in direzione Brian verso la Livenza Morta. | Paolo Reato, I Segreti di Porto Liquentia, 2023, Youcanprint

### Il ratto delle donzelle
L'episodio del Ratto delle donzelle è narrato nelle cronache dell'epoca. Secondo un'antica usanza veneziana, la vigilia della festa della Purificazione di Maria, il 2 febbraio, si solevano sposare molte giovani coppie nello stesso giorno presso la cattedrale di San Pietro di Castello, per significare la prosperità e fecondità della nascente Repubblica di Venezia. Un giorno la festa fu turbata dai pirati, che rapirono insieme le giovani spose con le loro doti e presero il largo, per far ritorno nei territori triestini, all'epoca sotto l'influenza del potente patriarcato di Aquileia. Inseguiti dalla flotta veneziana, capitanata dal doge in persona, furono intercettati presso il porto di Santa Margherita, e qui uccisi. Recuperate le giovani donzelle e le loro doti, i veneziani poterono far ritorno trionfanti alla loro città. Ecco come racconta nei dettagli l'episodio lo storico caorlotto Trino Bottani all'inizio del XIX secolo:
(Trino Bottani, Saggio di Storia della Città di Caorle, 1811, nella Tipografia di Pietro Bernardi (Venezia))
In seguito a quell'episodio nacque a Venezia la Festa delle Marie in cui, il giorno della vigilia della Purificazione di Maria, soleva tenersi un solenne corteo con le giovani spose in ricordo degli eventi narrati. Ben presto, tuttavia, a causa degli enormi costi che costituiva l'agghindare ogni anno diverse promesse spose con sontuosi gioielli e per la costante paura che questo, come in passato, potesse attirare ulteriori banditi, le promesse spose furono sostituite con dei fantocci in legno, detti Marione. Da qui poi l'usanza di vendere delle bambole più piccole, ma pur sempre agghindate alla maniera delle nobili spose, chiamate Marionette. Con il passare dei secoli la festa venne via via dimenticata, ma è stata riportata in auge negli ultimi anni, durante il Carnevale di Venezia. Fino al 2014 una rievocazione storica era inscenata anche a Caorle e nella frazione di Porto Santa Margherita.

### Gli interramenti della laguna di Caorle

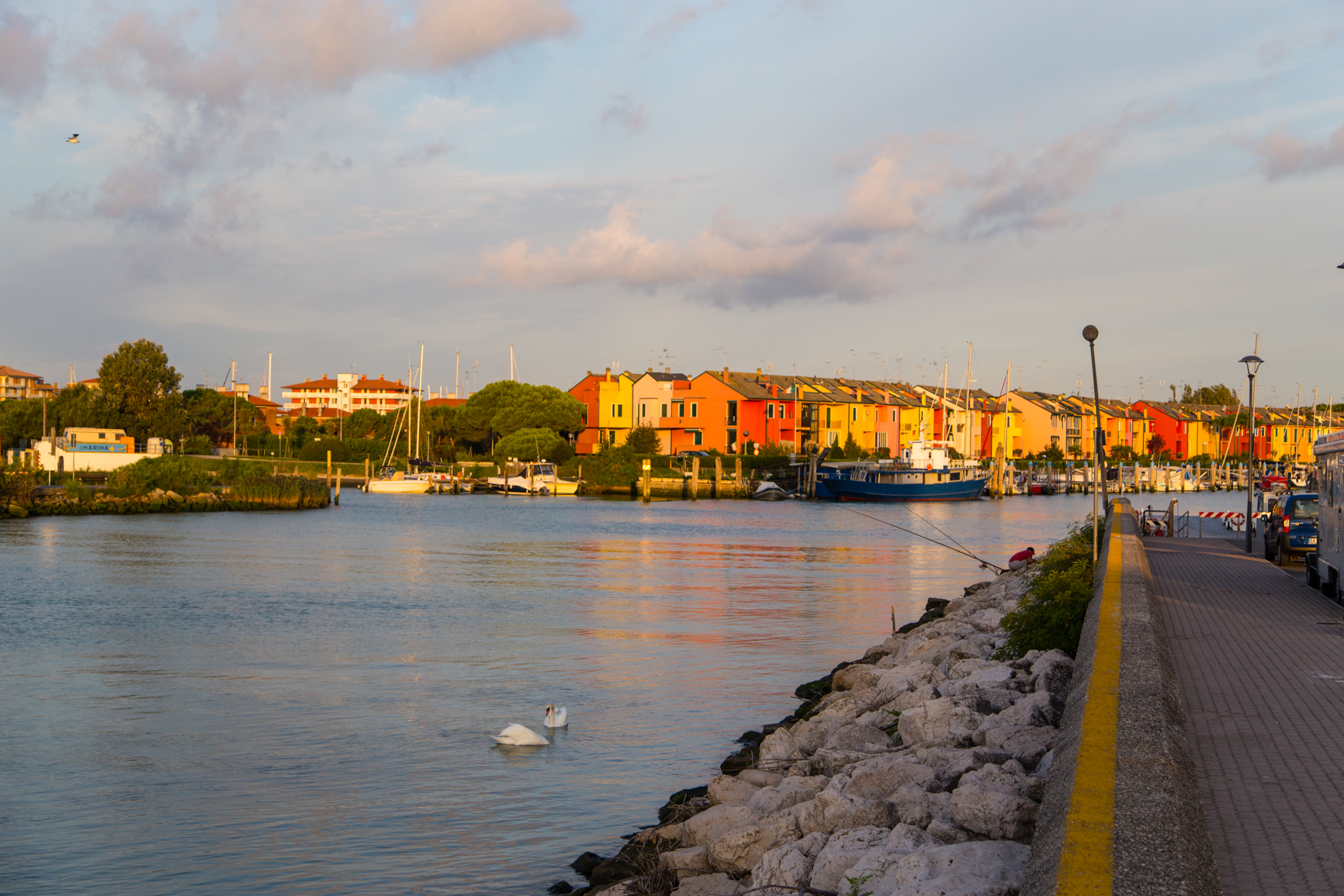
La foce del Livenza e Porto Santa Margherita visti dalla sponda di Caorle.

Il Porto di Santa Margherita fu tristemente al centro delle cronache che riguardarono Caorle a metà del XVII secolo. In quell'epoca la Serenissima doveva fronteggiare il grave problema dell'interramento delle bocche di porto della sua laguna; in particolare lo sbocco del fiume Piave, un tempo nel bacino lagunare e poi deviato, nel cinquecento a Cortellazzo, rendeva praticamente impraticabile il porto di San Nicolò del Lido. Fu quindi deciso di deviare ulteriormente il corso del Piave per farlo sfociare nel porto di Santa Margherita. Questo tuttavia avrebbe determinato la bonifica di gran parte delle terre appartenenti alla laguna di Caorle, con grave esborso di denaro. 
Per questi motivi fu stabilita dal senato la vendita ai privati di tutti i territori appartenenti a Caorle, un tempo tutelati a favore dei caorlotti da appositi trattati. Il 29 agosto 1641 il territorio venne diviso in venti appezzamenti di terreno, chiamati «prese», che i privati acquirenti avrebbero provveduto a bonificare, in cambio della loro totale proprietà. Questo rendeva impraticabili i canali che solcavano la laguna di Caorle, rendendo possibile l'accesso alla città soltanto via mare. Non solo, ma privava i caorlotti del loro sostentamento, che era esclusivamente basato sui commerci della selvaggina e del pesce di quelle terre, e lasciava l'intera città in balia delle mareggiate. Memorabile fu quella del 31 dicembre 1727 (ricordata da due lapidi affisse all'ingresso del Santuario della Madonna dell'Angelo), quando il mare, sospinto da intenso sciroccale, sfondò la diga foranea e allagò completamente la città (lasciando però miracolosamente asciutto il Santuario, così come recitano le suddette iscrizioni marmoree). Fu quell'episodio che convinse il vescovo di Caorle Francesco Trevisan Suarez a chiedere aiuto alla Madonna affinché la Repubblica tornasse sui suoi passi. Nel 1751 il doge restituiva ai caorlotti l'uso della XVI presa (le attuali valli Zignago e Perera in laguna di Caorle) e consolidava gli argini cittadini. Ancora oggi, in memoria di quella grazia ricevuta, si celebra a Caorle la festa annuale della Madonna dell'Angelo la seconda domenica di luglio.
A ciò si aggiunse, nel 1683, una rotta memorabile del Piave, che, uscendo dal canale costruito dai veneziani per condurlo verso il porto di Santa Margherita, ritornò a sfociare verso Cortellazzo, ove tutt'oggi si trova la sua foce.

### Tempi moderni

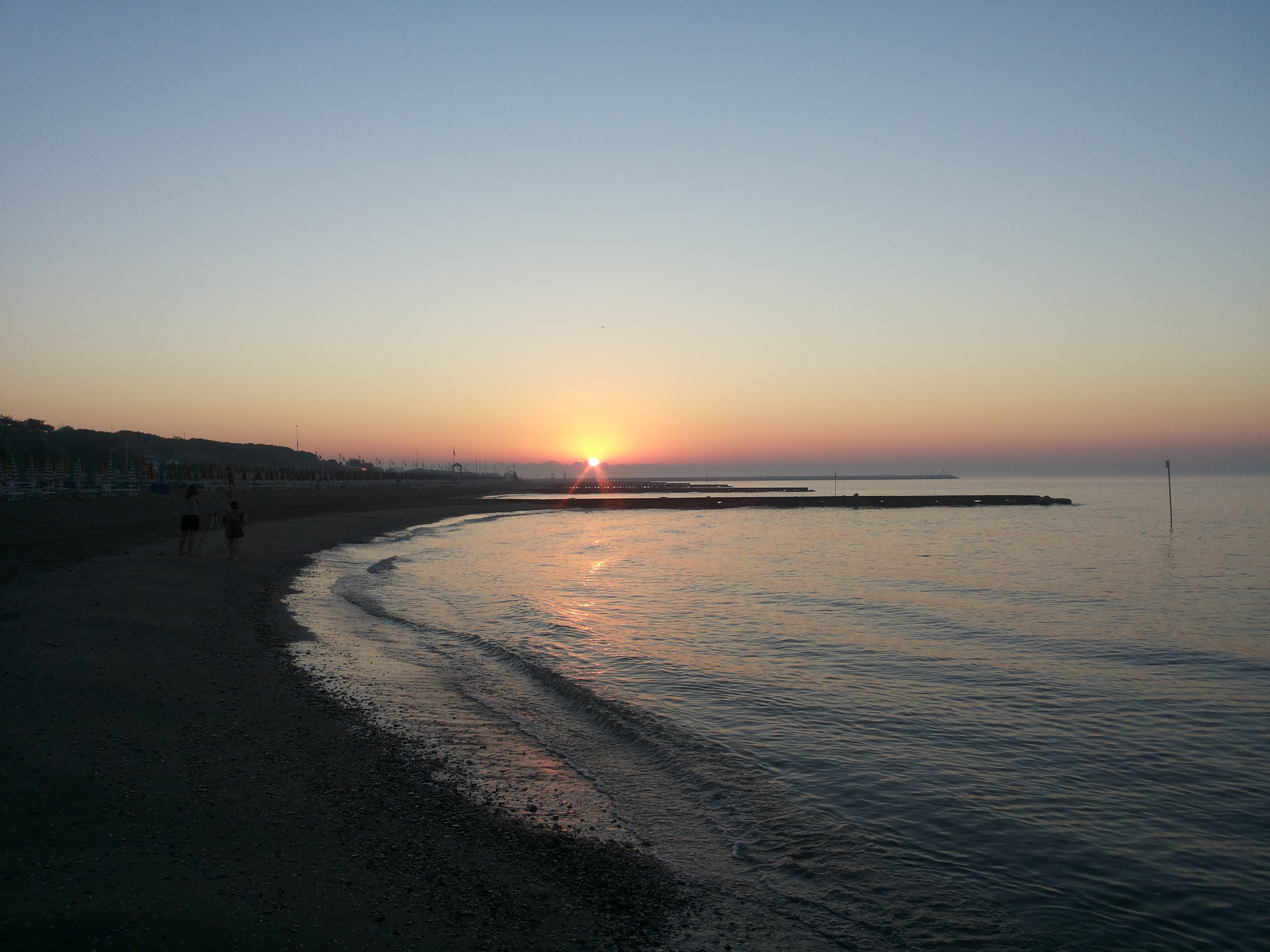
Alba sulla spiaggia di Porto Santa Margherita.

L'attuale centro abitato sorse negli anni sessanta, estendendosi dalla foce del fiume Livenza alla zona denominata valle Altanea, dove, ancora nei tempi antichi, si trovava un altro porto della città di Caorle. Le importanti bonifiche del territorio dove sorge il paese vennero portate avanti dalla famiglia Romiati, che dal 1899 fino al 1960 è stato il solo proprietario della zona alla destra del Livenza. 
Il pieno sviluppo urbanistico fu raggiunto negli anni settanta grazie alla crescita economica del Veneto Orientale e alla riconversione al turismo dell'economia del litorale veneziano. In origine centro molto rinomato della riviera adriatica, è meta elitaria di turismo selezionato, in quanto molto frequentata da benestanti proprietari di seconde case. Fa parte dei lidi di Caorle costantemente Bandiera Blu dal 1992, insieme con quelli di levante, ponente, Duna Verde e Brussa.

## Monumenti e luoghi d'interesse
Sotto il ponte che collega la località al capoluogo, in riva al fiume Livenza, sorge una piccola chiesa dedicata ai santi Oscar e Sara, mentre la chiesa parrocchiale, dedicata alla Croce Gloriosa e a san Giovanni XXIII, è stata consacrata il 21 giugno 2009 dal patriarca di Venezia cardinale Angelo Scola.
Degna di nota la darsena Marina 4, più volte Bandiera Blu europea dal 1992, dotata di 450 posti barca e 80 ormeggi a terra.